# Корсунка (Белокалитвинский район)
Ко́рсунка — хутор в Белокалитвинском районе Ростовской области.
Входит в состав Ильинского сельского поселения.

## География
Расположен хутор на правом берегу р. Калитва, в 46 км северо-восточнее от районного центра г. Белая Калитва. 
Имеется только одна улицу, проходящая через весь хутор: Ул. Школьная

## Инфраструктура
Соединён автодорогами с селом Литвиновка, хутором Ильинка и хутором Гусынка. На выезде в сторону Ильинки имеется мост через реку Калитва.
В самом хуторе имеется сельский клуб и братская могила.

## Население
| 1989 | 2002 | 2010 |
| ---- | ---- | ---- |
| 64   | ↘62  | ↘58  |